# Doktorovy rozkazy
Doktorovy rozkazy je název knihy z prostředí Star Treku, jejíž autorkou je Američanka Diane Duane. Kniha je samostatným románem, není přepisem žádné televizní epizody či filmu z prostředí Star Treku, ovšem úzce na navazuje na původní, první TV seriál Star Trek. V originále se kniha jmenovala Star Trek - Doctor's Orders a v USA byla poprvé vydána roku 1990 nakladatelstvím Pocket Books v New Yorku.

## Obsah
Příběh začíná i končí na kosmické lodi Enterprise. Jejím velitelem je James T. Kirk, v užším vedení posádky má vědeckého důstojníka Spocka z Vulkánu a v tomto příběhu hlavní postavou je doktor Leonard McCoy, Kirkem občas přezdívaný Kostra. Vystupují zde v podružných postavách důstojníci na můstku lodě Chekov, Montgomery Scott, Uhura
Kapitán Kirk se rozhodne udělat si výlet na zatím málo prozkoumanou planetu 1212 Muscae IV., přezdívanou Mušinec, velice podobnou Zemi. A ponechá překvapivě Kostrovi velení, aby v poklidu s lodí kroužil kolem planety. Na můstku mu ponechává ostatní důstojníky vč. Spocka.
Na planetě jsou tři inteligentní druhy (Ornae, Lahit a ;At), které se Kirk rozhodne blíže poznat a získat pro spolupráci s Federací. Během své mise se zdánlivě ztratí, byl přenesen ;Atem v čase. A právě nyní se objevují poblíž planety nepřátelští Klingoni a vzápětí po nich obrovská pirátská loď Orionů. Doktor je donucen nacházet strategii přežití proti obrovské přesile. Získá na svou stranu krátce i Klingony a společně Orionům čelí. V zdánlivě poslední chvíli existence ostřelované Enterprise se na můstek dostává Kirk a Orionce zničí.
Souběžně s líčením vedení lodě McCoyem se dozvídá Kirk vše potřebné o mocné civilizaci na planetě, kde hlavní úlohu má ;At a pro spolupráci planetu získá.

## Příloha knihy
Na samotném konci knihy, za tiráží, je připojena sedmistránková příloha s nadpisem Encyklopedie, samostatně číslovaná, která obsahuje podrobný popis i s vyobrazením jednotlivých tříd hvězdoletů Hvězdné flotily (Federation, Constitution, Surya, Hermes, Kepler a Fleming), dále klingonského bitevního křižníku D-7 a tři strany přílohy popisují civilizaci Romulanů).
Tyto přílohy byly součástí celé série knih o Star Treku od nakladatelství Netopejr.

## České vydání knihy
Do češtiny knihu přeložil Ladislav Jelínek, v roce 2002 a vydalo ji poprvé nakladatelství Netopejr - Karel Petřík z Olomouce téhož roku jako svazek 58 v nákladu 1600 kusů. Brožovaná publikace měla cenu 169 Kč, 276 stran, barevnou obálku s portrétem doktora Mc Coe, titulem a jménem autorky..